# Xã Franklyn, Quận Brown, South Dakota
Xã Franklyn (tiếng Anh: Franklyn Township) là một xã thuộc quận Brown, tiểu bang Nam Dakota, Hoa Kỳ. Năm 2010, dân số của xã này là 37 người.